# بافل ميلوسافلجيفيتش
بافل ميلوسافلجيفيتش هو لاعب كرة قدم صربي، ولد في 21 يونيو 1986 في سريمسكا ميتروفيتشا في صربيا.